# Богеній-Векі
Богеній-Векі (рум. Boghenii Vechi) — село в Унгенському районі Молдови. Входить до складу комуни, адміністративним центром якої є село Богеній-Ной.

## Населення
За даними перепису населення 2004 року у селі проживали 390 осіб.
Національний склад населення села:
| Національність   | Кількість осіб | Відсоток   |
| ---------------- | -------------- | ---------- |
| молдавани румуни | 364 23         | 93,3% 5,9% |
| українці         | 1              | 0,3%       |
| росіяни          | 1              | 0,3%       |
| болгари          | 1              | 0,3%       |
| Всього           | 390            | 100%       |